# Минстерхаузен
Минстерхаузен (њем. Münsterhausen) град је у њемачкој савезној држави Баварска. Једно је од 34 општинска средишта округа Гинцбург. Према процјени из 2010. у граду је живјело 2.003 становника. Посједује регионалну шифру (AGS) 9774160.

## Географски и демографски подаци
Минстерхаузен се налази у савезној држави Баварска у округу Гинцбург. Град се налази на надморској висини од 492 метра. Површина општине износи 18,5 km². У самом граду је, према процјени из 2010. године, живјело 2.003 становника. Просјечна густина становништва износи 108 становника/km².